# Тенкалла, Джованни Джакомо
Джованни Джакомо Тенкалла (итал. Giovanni Giacomo Tencalla; 1593, Биссоне, Тичино — 1653, Биссоне, Тичино) — архитектор и скульптор итальянского происхождения, работавший в Австрии, Богемии и Моравии.

## Биография
Джованни Джакомо Тенкалла родился в городе Биссоне, кантона Тичино, входящего в состав Итальянской Швейцарии в семье Пьетро Антонио Тенкаллы. Точная дата рождения неизвестна, около 1593 года. Его становление, как художника и скульптора, прошло в Риме. Как архитектор, он упоминается в 1629 году, в Польше. В следующем, 1630м году он перебрался в Австрию, где получил своего самого важного клиента, Максимилиана фон Лихтенштейна. По его заказам он построил ряд зданий, среди которых замок в Рабенсбурге, церковь Вознесения Пресвятой Богородицы в Вальтице, реконструкция замка в Леднице, реконструкция замка в Бучовице. К несчастью, вскоре после ремонта, в 1638 году, обрушился купол церкви в Вальтице, и Тенкалла был вынужден оставить службу у Максимилиана фон Лихтенштейна. Даже после этого инцидента, у него хватало заказов, например, от влиятельного рода Дитрихштейнов, для которых он построил капеллу Святой Анны в Микулове и, возможно, дворец Дитрихштейнов в Брно.
Умер в родном городе, в 1653 году.
Является отцом художника Карпофоро Тенкаллы. Предположительно является отцом или дядей архитектора Джованни Пьетро Тенкаллы. Его младший брат — Константино Тенкалла.

## Некоторые работы
- Доминиканская церковь в Вене (1630 год).
- Замковая церковь в Валтице.
- Церковь Вознесения Пресвятой Богородицы в Валтице по заказу Максимилиана фон Лихтенштейна (1631-1638 год). После увольнения Тенкаллы проект закончил Андреа Эрна, и церковь освятили 29 июня 1671 года.
- Лоретанская капелла церкви Святой Анны в Микулове по заказу Максимилиана Дитрихштейна (1636 год).
- Перестройка в стиле барокко замков в Рабенсбурге, Бучовице (с 1633 года), Валтице и Леднице (1632-1638) по заказу Максимилиана фон Лихтенштейна.
- Маньеристский фонтан в Бучовице по заказу Максимилиана Лихтенштейна (1637 год).
- Планирование дворцового сада в Леднице по заказу Максимилиана Лихтенштейна.
- Монастырский комплекс минимов и паломническая церковь Рождества Девы Марии во Вранове.
- Приходская церковь Успения Пресвятой Богородицы в Бучовице (после 1637 года).
- Возможно, реконструкция замка в Моравски-Крумлове по заказу Гундакера фон Лихтенштейна.
- Возможно, реконструкция замка Микулов по заказу кардинала Франца фон Дитрихштейна.
- Возможно, реконструкция дворца Дитрихштейнов в Брно по заказу кардинала Франца фон Дитрихштейна (1614-1618 год).

## Галерея некоторых работ
- Приходская церковь Успения Пресвятой Богородицы в Бучовице
- Маньеристский фонтан в Бучовице
- Доминиканская церковь в Вене
- Монастырский комплекс минимов и паломническая церковь Рождества Девы Марии во Вранове
- Церковь Вознесения Пресвятой Богородицы в Валтице
- Дворец Дитрихштейнов в Брно